# 오시리스 마토스
오시리스 G. 마토스 히메네스(Osiris G. Matos Jimenez, 1984년 8월 6일 ~ )는 멕시칸 리그 전 피라타스 데 캄페체의 선수이다.

## 미국 프로야구 시절
2003년부터 2011년까지 샌프란시스코 자이언츠 산하 마이너리그 팀에서 활약였다.

## 멕시코 프로야구 시절
2012년은 술탄네스 데 몬테레이에서 활약하였고, 2012년부터 2013년까지 바케로스 라구나에서 활약하였다.

## 대한민국 독립 야구 시절
2013년 대한민국 최초의 독립 야구단 고양 원더스에 영입되어 독립 야구단 선수가 되었다.